# Cộng hòa Nhân dân Lugansk
Cộng hòa Nhân dân Lugansk (tiếng Nga: Луга́нская Наро́дная Респу́блика, phiên sang chữ Latinh: Luganskaya Narodnaya Respublika) là một nước Cộng hòa tự tuyên bố độc lập vào ngày 8 tháng 4 năm 2014, lãnh thổ là toàn bộ địa phận tỉnh Luhansk của Ukraina.
Sự thành lập nước Cộng hòa Nhân dân Lugansk và Cộng hòa Nhân dân Donetsk nằm trong chuỗi kế hoạch ly khai toàn bộ khu vực miền đông thân Nga ra khỏi lãnh thổ Ukraina trong bối cảnh chính quyền Kiev có khuynh hướng thiên vị các nước phương Tây, mong muốn gia nhập EU và NATO. Chính phủ Ukraina chỉ xem thực thể này là một tổ chức khủng bố và gây chiến tranh chống chính phủ, giống với nhà nước Cộng hòa Nhân dân Donetsk.

## Lịch sử
Ngày 8 tháng 4 năm 2014, một nhóm người thân Nga trong Hội đồng Hành chính Luhansk thông báo rằng họ có kế hoạch thành lập "Cộng hòa Nhân dân Lugansk", sau đó họ nổi dậy với tên gọi Quân đội Nhân dân Lugansk (tiếng Nga: Народное ополчение Луганска) và chiếm cứ tòa Thị chính Luhansk. Họ nhanh chóng tuyên bố tỉnh Luhansk ly khai khỏi Ukraina. Kho vũ khí với hơn 300 khẩu súng máy của Hội đồng Hành chính Luhansk đã bị sở hữu bởi quân nổi dậy.
Đến ngày 10 tháng 4, năm 2014, Aleksey Mozgovoy - thủ lĩnh lực lượng nổi dậy - đã tới thăm Moskva, gặp các quan chức Vladimir Zhirinovsky và Sergey Mironov để yêu cầu sợ hỗ trợ từ Nga. Cùng ngày hôm đó, Bộ trưởng Nội vụ Ukraina Arsen Avakov đã công bố tối hậu thư "sẽ giải quyết tình hình trong vòng 48 tiếng", biệt phái xe bọc thép chở quân đội tới tỉnh Luhansk trấn áp các phần tử nổi dậy. Tuy nhiên đến nay vùng đất này vẫn nằm ngoài sự quản lý của chính quyền Ukraina.
Từ ngày 12 tháng 5 năm 2014, quốc danh chính thức của nhà nước ly khai Lugansk là Cộng hòa Nhân dân Lugansk theo mô hình nước cộng hòa đơn nhất.

## Chính trị
Cộng hòa Nhân dân Lugansk là một nước cộng hòa tổng thống đơn nhất, trong đó Chủ tịch nước là nguyên thủ quốc gia kiêm người đứng đầu nhánh hành pháp và được bầu thông qua bỏ phiếu trực tiếp. Hiến pháp của Cộng hòa nhân dân Lugansk được thông qua vào ngày 18 tháng 5 năm 2014.
Bên cạnh đó, Thủ tướng chính phủ (hay Chủ tịch Hội đồng Bộ trưởng) cũng được coi là người đứng đầu nhánh hành pháp và riêng rẽ với Chủ tịch nước. Trước đây vị trí này từng được kiêm nhiệm bởi hai vị nguyên chủ tịch nước đó là ông Valeriy Bolotov và ông Igor Plotnitsky. Ông Gennady Tsypkalov đảm nhiệm chức thủ tướng chính phủ từ ngày 26 tháng 8 năm 2014 tới ngày 26 tháng 12 năm 2015. Thủ tướng chính phủ đương nhiệm là ông Sergey Kozlov do Xô viết nhân dân phê chuẩn vào ngày 26 tháng 12 năm 2015.
Xô viết nhân dân nước Cộng hòa Nhân dân Lugansk nhiệm kỳ 4 năm, đứng đầu là Chủ tịch Xô viết nhân dân, nắm quyền lập pháp tối cao và duy nhất. Chủ tịch Xô viết nhân dân đầu tiên là ông Alexey Karyakin và hiện nay là ông Denis Miroshnichenko.
Chủ tịch nước Cộng hòa Nhân dân Lugansk được bầu với nhiệm kỳ năm năm và không được đắc cử nhiều hơn hai nhiệm kỳ liên tiếp. Sau khi được bầu, Chủ tịch nước sẽ bổ nhiệm Thủ tướng chính phủ, các Phó Thủ tướng chính phủ, các Bộ trưởng và các Thủ trưởng cơ quan hành pháp khác theo đề nghị của Thủ tướng chính phủ. Chính phủ nước Cộng hòa Nhân dân Lugansk bao gồm Thủ tướng chính phủ, các Phó Thủ tướng chính phủ, các Bộ trưởng và các Thủ trưởng cơ quan ngang bộ. Thành phần và cấu trúc số lượng của chính phủ không được xác định bởi luật pháp và được quyết định bởi Chủ tịch nước.

## Biểu tượng quốc gia
Ba biểu tượng quốc gia chính thức của Cộng hòa Nhân dân Lugansk là quốc kỳ, quốc huy và quốc ca.
Quốc huy của Cộng hòa Nhân dân Lugansk được phê chuẩn vào ngày 29 tháng 10 năm 2014. Quốc huy có hình tròn, chính giữa là ngôi sao năm cánh màu đỏ dập nổi trên nền các tia màu trắng và vàng. Bao quanh quốc huy là các cành cây sồi nằm sau bông lúa mỳ cùng các dải màu xanh lam và đỏ, trên các dải màu ghi lần lượt từ trên xuống ba chữ vàng Луганская, Народная, Республика. Tại nơi hai bông lúa kết thúc có một ngôi sao vàng tám cánh, nằm phía trên ngôi sao đỏ năm cánh tượng trưng cho sự tái sinh và dẫn dắt và là biểu tượng cho ánh sáng và vinh quang của một số nước.
Quốc kỳ của Cộng hòa nhân dân Lugansk được thông qua vào ngày 26 tháng 11 năm 2014. Lá cờ gồm có ba dải màu lần lượt là màu xanh lam nhạt tượng trưng cho sự tinh khiết của Đức mẹ Đồng trinh, màu xanh lam đậm mang tinh thần của sự kiên trì, bền bỉ và màu đỏ biểu tượng cho khát vọng chiến thắng.
Quốc ca của Cộng hòa Nhân dân Lugansk, thông qua vào ngày 29 tháng 4 năm 2016, được phổ nhạc bởi nhạc sỹ Georgy Galin và lời quốc ca do nhà thơ Vladimir Mikhailov sáng tác.

## Đảng phái và tổ chức công cộng
Trước năm 2016, không có sự hiện diện của một đảng phái đã đăng ký nào tại nước này. Thay vào đó là các tổ chức công cộng, đơn cử như các phong trào Hòa bình cho Lugansk và Liên minh kinh tế Lugansk, mà theo như Đại diện của Cộng hòa Nhân dân Donetsk tại tỉnh Rostov, ông Eduard Popov, là các tổ chức mang bản chất đảng phái. Ngày 2 tháng 10 năm 2016 diễn ra cuộc bầu cử sơ bộ tại CHND Lugansk với hơn 61 ngàn (61,323) cử tri để bầu chọn ra các đại biểu tạị Xô viết nhân dân các thành phố Lugansk, Aleksandrovsk và Xô viết nhân dân thị xã Yubileynoye. Kết quả là các ứng cử viên thuộc phong trào "Hòa bình cho Lugansk" đã thắng cử. Phong trào Cộng sản tại CHND Lugansk hoạt động sôi nổi, điển hình là sự thành lập "Hội Đồng minh Cộng sản Lugansk" vào năm 2015 và tiến tới thành lập Đảng Cộng sản Lugansk vào năm 2016.

## Công nhận quốc tế

Vị trí tỉnh Luhansk (vàng sáng) trong lãnh thổ Ukraina

Nhà nước Cộng hòa Nhân dân Lugansk từng đề nghị 15 nước công nhận, gồm Nga, Armenia, Belarus, Kazakhstan, Trung Quốc, Serbia, Venezuela, Cuba và Nicaragua. Tuy nhiên, tính đến ngày 14 tháng 7 năm 2022, chỉ có Nga, Syria và Cộng hòa Dân chủ Nhân dân Triều Tiên công nhận nền độc lập của nước cộng hòa tự xưng này.
Một số quốc gia như Belarus, Nicaragua, Sudan và Venezuela dù chưa công nhận độc lập hai nước cộng hòa tự xưng nhưng tuyên bố ủng hộ việc quyết định công nhận của Nga.
Năm 2022, trong bối cảnh căng thẳng giữa Nga và phương Tây, Nga đã mang quân đội tập trung tại biên giới phía đông của Cộng hòa Nhân dân Lugansk.

### Nga
Ngày 21 tháng 2 năm 2022, Tổng thống Nga Vladimir Putin có bài phát biểu dài tuyên bố Liên bang Nga công nhận nền độc lập của Cộng hòa Nhân dân Lugansk và một nhà nước ly khai khác là Cộng hòa Nhân dân Donetsk, tách khỏi Ukraina. Ông nêu lý do vì liên minh quân sự NATO tuyên bố mọi quốc gia đều có quyền gia nhập bất cứ liên minh nào, ngược lại cam kết không mở rộng đường biên giới NATO về phía đông. Tổng thống Nga gọi đây là hành vi "kề dao vào cổ Nga", khiến Nga có quyền thực thi những biện pháp đáp trả phù hợp vì an ninh của chính mình.

### Syria
Syria công nhận độc lập hai nước cộng hòa tự xưng ở miền đông Ukraina, khiến Ukraina thông báo cắt đứt quan hệ ngoại giao với nước này. Ngày 29 tháng 6 năm 2022, Hãng thông tấn nhà nước Syria dẫn lời nguồn tin tại Bộ Ngoại giao Syria: "Cộng hòa Arab Syria quyết định công nhận độc lập và chủ quyền của Cộng hòa Nhân dân Lugansk và Cộng hòa Nhân dân Donetsk. Chúng tôi sẽ liên lạc với cả hai nước để thống nhất khuôn khổ tăng cường quan hệ, bao gồm thiết lập quan hệ ngoại giao phù hợp với quy định hiện hành".

### CHDCND Triều Tiên
Ngày 13 tháng 7 năm 2022, Cộng hòa Dân chủ Nhân dân Triều Tiên công nhận độc lập của hai nước cộng hoà Lugansk và Donetsk tự xưng ở Ukraina. Bộ Ngoại giao Ukraina ngay lập tức tuyên bố nước này cắt đứt quan hệ ngoại giao với CHDCND Triều Tiên, bình phẩm hành động của CHDCND Triều Tiên là "thiếu thân thiện", "phá hoại chủ quyền và toàn vẹn lãnh thổ" của nước này. Đối đáp lại, CHDCND Triều Tiên tuyên bố Ukraina "không có quyền và không đủ tư cách để nêu vấn đề chủ quyền" vì Ukraina ủng hộ Hoa Kỳ cấm vận nước này. Về phía Cộng hòa Nhân dân Lugansk, Người đứng đầu Leonid Pasechnik nói lời cảm ơn đối với CHDCND Triều Tiên.